# Vicente García de Diego
Vicente García de Diego (Vinuesa, Soria, 2 de diciembre de 1878 - Madrid, 5 de diciembre de 1978) fue un filólogo, lexicógrafo, folclorista, bibliotecario y crítico literario español.

## Biografía
Era hijo de Juan José García de Leániz, militar isabelino que fue gobernador militar de la provincia de Soria y participó en las guerras carlistas.
Su padre, harto de sus continuas travesuras infantiles y su desinterés por los estudios, le envió a ganarse la vida a Argentina con tan sólo doce años de edad junto con su hermano dos años mayor. En Argentina, consiguió ahorrar para el pasaje de vuelta. De vuelta a España se centró en los estudios, cursó brillantemente en Soria estudios de bachillerato y se licenció en Filosofía y Letras en la Universidad de Zaragoza.
En 1901 contrajo matrimonio en Burgos con Eulalia López Mata, hermana del erudito burgalés Teófilo López Mata, matrimonio del que nacerían once hijos.
En 1903, con tan solo 25 años de edad, obtuvo por oposición la cátedra de latín y castellano del Instituto de Pontevedra. Dos años más tarde, se trasladó a Soria, para ejercer también la cátedra de latín en su Instituto de Enseñanza Media, y donde a partir de 1907 hizo amistad con el nuevo profesor de Lengua Francesa, Antonio Machado. 
En 1916 se trasladó a Zaragoza, donde trabajaría los dos cursos siguientes. En 1919, se trasladó como catedrático al Instituto Cardenal Cisneros de Madrid, del que sería director durante varios años. Fue elegido académico de la Real Academia Española en 1926 y después fue bibliotecario perpetuo de la misma. Desempeñó como profesor agregado de la Universidad algunos cursos de latín y de Dialectología española.
Trabajó en el Centro de Estudios Históricos y en el Consejo Superior de Investigaciones Científicas (CSIC). Dirigió la Revista de Filología Española y fundó y dirigió la Revista de Dialectología y Tradiciones Populares. La mayoría de sus trabajos están publicados en estas revistas y en el Boletín de la Real Academia Española, en el cual mantuvo una sección, «Notas etimológicas», entre 1931 y 1963. En 1930 fue nombrado consejero de Instrucción Pública. Poseyó las Palmas académicas de Francia, la placa de la Encomienda de Alfonso X el Sabio y otras varias y fue correspondiente de las Academias Portuguesa, Gallega y varias americanas. Tradujo y anotó la Inflexión de las vocales en español de Max Krepinsky para el CSIC en 1962. Entre 1965 y 1968, debido a la enfermedad de Ramón Menéndez Pidal, García de Diego fue director accidental de la Real Academia Española.
Como filólogo se consagró principalmente a la etimología, la dialectología, la historia y la morfología de la lengua española e investigó las voces naturales y onomatopéyicas de la misma. Como folclorista se interesó sobre todo por la leyenda y publicó un denso estudio sobre la misma como introducción a su monumental Antología de leyendas. Se preocupó por la didáctica de la lengua y la literatura del español y el latín, elaborando libros de textos y ejercicios para ambas. Realizó ediciones de autores clásicos como Íñigo López de Mendoza, Diego de Saavedra Fajardo, Fernando de Herrera y Juan de Ávila. También cultivó la literatura de creación como desahogo a estas labores en el campo de la lírica.
Se jubiló en 1948, pero continuó investigando y publicando estudios y libros hasta muy pocos años antes de fallecer, en 1978, a los 100 años de edad: así, terminó el Diccionario de voces naturales a los 90 años, y su último libro de poesía, Cosas que olvidó el olvido, a los 98 años.

## Obras
Tras un largo periodo sin que se publicase ninguna de sus obras, en 1999 Círculo de Lectores reeditó en Barcelona parte de la Antología de leyendas (Barcelona, Labor, 1953), en una edición divulgativa que omitía el estudio sobre las leyendas de su introducción —de gran erudición e incalculable valor científico y académico— así como sus notas, considerando que eran de escaso interés para el lector no especializado. Los herederos, por su parte, entendieron que se había cercenado la obra y la mayor parte de ellos no autorizó nuevas reediciones en esas condiciones. De esta forma, la obra de Vicente García de Diego ha sido privada de la difusión que merece y está prácticamente inaccesible al público en general.

### Ediciones
- Diego de Saavedra Fajardo, Idea de un príncipe político-cristiano representada en cien empresas, Madrid: Ediciones de La Lectura, 1927, 1928, 1930, 4 vols. Ed. de Vicente García de Diego, reimpresa en Madrid: Espasa-Calpe, 1958.
- Diego de Saavedra Fajardo, República literaria; edición y notas de Vicente García de Diego. Madrid, Ediciones de La Lectura, 1922; muy reimpresa después.
- Fernando de Herrera, Poesías; edición y notas de Vicente García de Diego. Madrid: Ediciones de La Lectura, 1914. Muy reimpresa.
- Juan de Ávila, Epistolario espiritual; edición y notas Vicente García de Diego. Madrid: Ediciones de La Lectura, 1912.
- Íñigo López de Mendoza, Marqués de Santillana, Canciones y decires. Edición, Prólogo y Notas de Vicente García de Diego. Madrid: Ediciones La Lectura, 1913, muy reimpreso.

### Estudios
- Notas sobre el latín vulgar español (1904).
- Elementos de gramática histórica gallega (Burgos, Tip. de El Monte Carmelo, 1914).
- Caracteres fundamentales del dialecto aragonés (1918),
- Manual de dialectología española Madrid: Instituto de Cultura Hispánica, 1946; segunda edición íd de íd., 1959; Tercera Madrid: Centro Iberoamericano de Cooperación, 1978.
- Lecciones de lingüística española: (conferencias pronunciadas en el Ateneo de Madrid) Madrid: Gredos, 1951; segunda edición 1960, tercera 1966.
- El idealismo del lenguaje. Conferencias dadas en el Centro de Intercambio Intelectual Germano-Español. N.º XXIII. M., 1929.
- «El nexo di en las lenguas y dialectos hispánicos». Madrid, 1960 Separata facticia de Revista de Dialectología y Tradiciones Populares, T. XVI, Cuaderno 3º. Lingüística. Sep-9.
- «Familias verbales en las lenguas y dialectos hispánicos». Madrid, 1958 4º may. Separata facticia de Revista de Dialectología y Tradiciones Populares, T. XIV, Cuaderno 4.º. Lingüística. Sep-9.
- Gramática histórica española Madrid: Ed. Gredos, 1.ª ed., 1951; 2.ª ed., 1961; 3.ª ed., 1970; 1.ª reimpresión, 1981.

### Lírica
- Nuevos o viejos. Versos. Madrid: Editorial Garcia Enciso, 1943.
- De acá y de allá, Madrid, 1968. Imprenta Aguirre.
- Sol y sombra, Madrid, Editora Nacional, 1969
- Versos para mí Madrid: Cultura Hispánica, 1973
- Cosas que olvidó el olvido. Madrid, edición particular al cuidado de Concha Lagos, 1975.

### Antologías
- Antología de leyendas. Estudio preliminar, selecc. y notas de V. García de Diego. Barcelona, Labor, 1953, 2 volúmenes. El primer tomo contiene las españolas; el segundo, leyendas de Yugoslavia, Grecia, Turquía, Bulgaria, Rumanía, Polonia, Finlandia, Rusia, Inglaterra, Irlanda, Nórdicas, Suecia, Alemania, Fenicia, Caldea, Armenia, Media, Persia, India, Tíbet, China, Japón, Java, Nueva Guinea, Argentina, Bolivia, Colombia, Brasil, México, Cuba, Canadá, Marruecos, Egipto, Nigeria, bantúes, talmúdicas, gitanas. Reimpreso sin las notas ni la documentadísima introducción en Barcelona: Círculo de Lectores, 1999.
- Literatura latina y antología Madrid: Tipografía de la Revista de Archivos, 1927.

### Didáctica
- Manual de gramática castellana (Madrid: Revista de Arch., Bibl. y Museos, 1917)
- Nuevo método de latín. Primer curso. Ejercicios y gramática. Ávila: Impr. de Senén Martín, 1935. Muy reimpreso.
- Manual de gramática latina. Primera parte. Madrid: Imprenta de la Rev. de Arch., Bibl. y Museos, 1923.
- Manual de Gramática latina. Segunda parte. Sintaxis, métrica. Madrid: Tip. Rev. Arch. Bibl. Museos, 1919; reimpresa en Madrid, Gráfica Administrativa, 1940.
- Ejercicios de gramática castellana y trozos de autores clásicos Burgos: Monte Carmelo, 1912.
- Ejercicios de Gramática Castellana.Madrid, Tipograf. Revista de Archivos, 1927
- Ejercicios y trozos latinos. Primer curso, Burgos: Monte Carmelo, 1912.
- Ejercicios y trozos latinos. Primer curso. Madrid: Imprenta Revista de Archivos y Museos, 1923
- Con Julio Casares, El lenguaje en la escuela. Grado preparatorio M., Real Academia Española, 1941
- Lengua española y literatura. Primer curso. Ejercicios, antología y gramática. Burgos: Imp. Aldecoa. 1935.
- Lengua española y literatura. Segundo curso. Ejercicios, antología y gramática. Burgos: Aldecoa, 1935.
- Lengua Española y Literatura. Tercer curso. Ejercicios, antologías, gramática y métrica. Ávila, Tip. de Senén Martín, 1935.

### Lexicografía
- Diccionario de voces naturales, Madrid, Aguilar, 1968
- «Contribución al Diccionario Hispánico Etimológico». Madrid, Revista de Filología Española, Anejo II, 1923.
- Contribución al diccionario hispánico etimológico Madrid: Consejo Superior de Investigaciones Científicas, Patronato Menendez Pelayo, 1943.
- Diccionario Etimológico Español e Hispánico. Madrid, Editorial S.A.E.T.A., 1956; 2ª ed. considerablemente aum. con materiales inéditos a cargo de su hija Carmen García de Diego López; con una introducción de Rafael Lapesa. Madrid: Espasa-Calpe, 1985.
- Etimologías Españolas, Madrid: Aguilar, 1964.
- Etimologías naturales Madrid, 1967 4º may. Separata facticia de Revista de Dialectología y Tradiciones Populares, T. XXIII, Cuadernos 1º y 2º. Lingüística. Sep-9

| Predecesor: Adolfo Bonilla | Académico de la Real Academia Española Sillón A 1926 – 1978 | Sucesor: Manuel Seco |